# Asmate permutaria
Asmate permutaria är en fjärilsart som beskrevs av Freyer 1837. Asmate permutaria ingår i släktet Asmate och familjen mätare. Inga underarter finns listade i Catalogue of Life.